# MPEG-1 오디오 레이어 I
MP1이라고 불리는 MPEG-1 오디오 레이어 I는 MPEG-1 표준에 속하는 3개의 오디오 코덱 중 하나이다. 대부분의 미디어 재생기가 지원을 하고 있지만, 이 코덱은 전반적으로 시대에 뒤떨어져서 MP2 또는 MP3가 이를 대체하였다. 이 포맷은 DCC(디지털 콤팩트 카세트)의 코덱으로 채용되기도 했었다.